# Phrynarachne decipiens
Phrynarachne decipiens is een spinnensoort in de taxonomische indeling van de krabspinnen (Thomisidae).
Het dier behoort tot het geslacht Phrynarachne. De wetenschappelijke naam van de soort werd voor het eerst geldig gepubliceerd in 1883 door Henry Ogg Forbes, die de soort ontdekte op Java en later ook op Sumatra. Hij noemde de soort Thomisus decipiens.
De spin is een meester in mimicry, vandaar haar epitheton decipiens ("misleidend"). Haar onderbuik is wit en haar poten zwart. Ze weeft geen normaal web maar een zeer dunne film op de oppervlakte van een blad. Daaronder houdt ze zich ondersteboven met geplooide poten stil, wachtend op een prooi. Het geheel lijkt overtuigend op recent gedeponeerde vogelpoep.